# Gabriele Rodríguez
Gabriele Rodríguez (* 25. Januar 1961 in Leipzig; † 20. Januar 2022) war eine deutsche Namenforscherin mit Schwerpunkt auf Vornamen und deren gesellschaftlicher Bedeutung. Sie leitete viele Jahre die Namenberatungsstelle der Universität Leipzig und galt als  Expertin für Onomastik im deutschsprachigen Raum.

## Leben
Nach dem  Schulabschluss wurde sie auf der Arbeiter- und-Bauern-Fakultät in Halle an der Saale zum Abitur geführt und auf ein Auslandsstudium in der Sowjetunion vorbereitet. Von 1979 bis 1984 studierte sie an der Staatlichen Universität Kasan (Russland) Slawische Philologie und Pädagogik und absolvierte anschließend ein Erweiterungsstudium Romanistik an der Karl-Marx-Universität Leipzig. Von 1984 bis 1992 arbeitete sie als wissenschaftliche Assistentin an der Sektion Fremdsprachen der Universität Leipzig. Ab 1994 baute sie als Nachfolgerin von Jürgen Udolph die Namenberatungsstelle der Universität Leipzig weiter aus, die sie bis zu ihrem Tod leitete. Neben ihrer Tätigkeit in Leipzig war sie auch international aktiv und hielt Vorträge in Ländern wie Mexiko, Kuba und Brasilien.

## Schwerpunkte
Gabriele Rodríguez spezialisierte sich auf die Vornamensforschung und beschäftigte sich mit Themen wie Namenswandel, gesellschaftlicher Wirkung von Name, internationale Namensgebungspraktiken und Verbindung zwischen Namen und Identität.
Rodríguez untersuchte, wie Vornamen unterschiedliche Assoziationen und Images hervorrufen, die das Leben der Namensträger beeinflussen können (→ siehe auch: Kevinismus). Dabei zeigte sie, dass Namen wie Ursula als sympathisch, aber weniger attraktiv, Emma als gesellig und intelligent, Frank als männlich und Felix als sportlich wahrgenommen werden. Ihre Forschung zufolge erzeugen Namen nicht nur soziale Vorurteile, sondern wirken sich auch auf die Leistungsbewertung aus, etwa durch Lehrer.
Rodríguez erforschte zudem die Ursachen für Namensmoden und wie sich gesellschaftliche Trends sich in der Namensgebung widerspiegeln.
Darüber hinaus beriet sie Eltern bei der Wahl von Vornamen, beriet Menschen bei der Änderung von Namen und erstellte Gutachten für Gerichte, um zu entscheiden, welche Namen erlaubt sind.
Außerdem veröffentlichte sie wissenschaftliche Arbeiten zu historischer und aktueller Namenkunde. Sie war Mitautorin des Buches „Namen machen Leute. Wie Vornamen unser Leben beeinflussen“ (2017), in dem sie aus dem Alltag einer Namenberaterin berichtet und historische sowie gesellschaftliche Aspekte der Namensgebung beleuchtet.

## Rezeption
Rodríguez galt als eine der führenden Experten auf dem Gebiet der Namenforschung in Deutschland. Sie trug entscheidend dazu bei, das Verständnis für Namen als soziale und kulturelle Phänomene zu vertiefen und die Bedeutung von Namen in der Gesellschaft sowie ihre Auswirkungen auf das Leben von Individuen stärker ins öffentliche Bewusstsein zu rücken. Sie war regelmäßig in den Medien präsent, hielt Vorträge und wurde für ihre Fähigkeit geschätzt, wissenschaftliche Themen allgemeinverständlich zu vermitteln. Damit beeinflusste sie auch maßgeblich die wissenschaftliche Diskussion zur Onomastik in Deutschland.

## Veröffentlichungen
- Gabriele Rodríguez: Namen machen Leute: Wie Vornamen unser Leben beeinflussen. Verlag Komplett-Media GmbH, 2017, ISBN 978-3-8312- 0444-1